# Hanauer Anzeiger
Le Hanauer Anzeiger (HA) est un journal quotidien régional allemand publié à Hanau.

## Histoire
Le 27 septembre 1725, le Hanauer Anzeiger est publiée pour la première fois sous forme de feuille d'annonces, à l'époque encore sous le nom Wochentliche Hanauer Frag- und Anzeigungs-Nachrichten. La première édition aurait été tirée à 180 exemplaires et le journal paraissait à nouveau tous les jeudis de la semaine. L'abonnement annuel coûte un florin. En plus des annonces officielles, il comprend des publicités de toutes sortes. Le premier imprimeur du Hanauer Anzeiger est Johann Jacob Beausang, son bureau est du côté sud de l'actuelle Freiheitsplatz dans le centre-ville de Hanau.
Après le Hildesheimer Allgemeine Zeitung et le Pfälzischer Merkur, le HA est le plus ancien journal encore existant avec un bureau de rédaction complet en Allemagne jusqu'en 2015. Depuis 2015, la HA a sa rédaction nationale chez Offenbach-Post, journal d'Offenbach-sur-le-Main.

## Distribution
Le journal est édité par la maison Bauer et est édité avec Offenbach-Post depuis le déménagement de l'imprimerie en 2015. L'aire de distribution s'étend sur la zone ouest de l'arrondissement de Main-Kinzig. L'édition principale du Hanauer Anzeiger est publiée dans les villes et communes de Bruchköbel, Erlensee, Großkrotzenburg, Hammersbach, Neuberg, Nidderau, Niederdorfelden, Rodenbach, Ronneburg et Schöneck en plus de la zone urbaine de Hanau. Deux feuilles d'en-tête, qui diffèrent en termes de section locale et de titre, couvrent le reste de la zone de distribution :
- Langenselbolder Zeitung à Langenselbold
- Maintaler Tagesanzeiger à Maintal